# Josef Kudrnáč
Josef Kudrnáč (22. února 1866 Náchod-Plhov – 1954 Čivice) byl český gumárenský podnikatel, zakladatel a majitel továrny na výrobu pryžového zboží, původně vyučený zámečník. Jeho závod se stal jedním z největších výrobních gumárenských provozů v Československu, od roku 1931 pak začala jeho firma jako první tuzemský výrobce s produkcí automobilových vzduchem plněných pneumatik. Podnik pak od roku 1947 posléze pokračoval v činnosti pod značkou Rubena.

## Život a dílo

### Mládí
Narodil se v obci Plhov čp. 24 na předměstí Náchodu (jeho pozdější součást) v nemajetné rodině výrobce pilníků Václava Kudrnáče. Navzdory přání matky stát se knězem se vyučil zámečníkem ve Vídni. Poté se vrátil do rodného kraje a od roku 1886 začal pracovat v textilní továrně Josefa Bartoně v Novém Městě nad Metují. Zde se v průběhu let vypracoval na vyšší strojnické pozice, čímž získal dostatečný kapitál, na němž roku 1907 založil vlastní podnik.

### Podnikání
V Novém Městě nad Metují odkoupil výrobnu pryžových těsnění pro průmyslové stroje někdejší firmy Oswald, tehdy poměrně nedostatkové zboží nezbytné pro četné okolní textilní závody. Roku 1909 přesunul výrobnu do prostor u vlastního domu ve Starém Městě nad Metují nedaleko Náchodu. Po vzniku Československa firma nadále rostla, roku 1922 do ní přistoupil Kudrnův syn Jaromír. Roku 1923 zakoupila firma někdejší tkalcovnu v Nerudově ulici v Náchodě a zřídila zde svou novou gumárenskou továrnu na výrobu technické pryže pod názvem Kudrnáč a spol. Podnik následně rozšířil svou nabídku o výrobu např. gumových podpatků, gumových hadic apod. Továrna zaměstnávala několik set dělníků a úředníků, čímž se řadila mezi největší zaměstnavatele v Náchodě a okolí. V Komenského ulici si Josef Kudrnáč nechal postavit rodinnou vilu.
Po obchodním rozchodu roku 1928 s Kudrnáčem založil Ing. Hakauf v Hradci Králové svou firmu a zahajuje výstavbu nové továrny. Příštího roku zahájila firma Hakauf začíná v Hradci Králové s gumárenskou výrobou a postupně ji rozšiřuje: technická pryž, podlahoviny, plátěná obuv, gumové přezůvky, hadice, profilová těsnění, velopláště a veloduše, máčené výrobky atd.

### Výroba pneumatik
Roku 1929 zavedla firma Kudrnáč zavedla výrobu plášťů a duší pro jízdní kola. Díky specializaci firmy na tento sortiment byla roku 1931 v Náchodě vyrobena první česká autopneumatika a autoduše. Následně byla zahájena jejich sériová výroba a firma se tak vedle firem Baťa či továrny Michelin ve Strašnicích zařadila mezi několik málo československých firem vyrábějících pneumatiky a byla úspěšně činná po celém období První republiky. Ve 30. letech zřídila také svůj pobočný závod v Pardubicích. Roku 1939 se Josef Kudrnáč vzdal majetkových práv na firmu a odešel na odpočinek, jako majitel nadále figuroval syn Jaromír Kudrnáč.
Během německé okupace byly výrobny nadále rozšířeny a zapojeny do válečného průmyslu pracujícího ve prospěch Nacistického Německa. Po konci druhé světové války roku 1945 byla na továrnu uvalena veřejná správa a roku 1947 oficiálně znárodněna, změnila pak název na Rubena a pokračovala v gumárenské produkci. Rodina Kudrnáčova tak přišla o značnou část rodinného majetku.

### Úmrtí
Josef Kudrnáč zemřel roku 1954 v Čivicích ve věku 87 nebo 88 let.